# Hertsön
Hertsön est une île de l'archipel de Luleå dans la baie de Botnie en Suède.

## Géographie
Elle fait partie de la municipalité de Luleå.
En raison du rebond post-glaciaire, les îles Svarön, Mulön, Granön et Björkön ont fusionné avec Hertsön. 
La taille d'Hertsön est d'environ 73,42 km2, ce qui en fait la douzième plus grande île de Suède.
Le Hertsölandet/Svartölandet dans son ensemble a à son tour été plus ou moins réuni au continent, jusqu'au canal de Lulsund.
L'île abrite la réserve naturelle Ormberget-Hertsölandet.

## Quartiers
L'île d'Hertsön est presque entièrement couverte par les quartiers de l'est de Luleå :
- Björkskatan
- Bergviken
- Hertsön
- Kronan
- Lerbäcken (sv)
- Lulsundet (sv)
- Malmudden
- Ormberget
- Skurholmen
- Lövskatan
- Svartöstaden
- Örnäset